# Бандуренко Євген Федорович
Євген Федорович Бандуре́нко (справжнє прізвище Бондаренко, 23 січня 1919, Київ — 16 березня 1972, Одеса) — український радянський поет, сатирик, гуморист; член Спілки радянських письменників України з 1946 року.

## Біографія
Народився 23 січня 1919 року в місті Києві (нині Україна) в сім'ї чоботаря. Згодом з батьками переїзав до Борисполя, де провів дитинство і юність. По закінченні середньої школи, у 1937 році поступив на філологічний факультет Київського університету, звідки у 1939 році був призваний до Червоної армії.
Учасник німецько-радянської війни. У військовому званні капітана служив у 299-й стрілецькій дивізії. Нагороджений орденом Червоної Зірки та медалями. Після демобілізації жив в Одесі.
У 1946—1954 роках очолював Одеське відділення Спілки письменників України. Обіймав посаду відповідального редактора альманаху «Маяк», був членом правління Одеської письменницької організації, редагував альманах «Літературна Одеса».
Помер в Одесі 16 березня 1972 року.

## Твори
Друкуватися почав 1940 року. На початку своєї творчості був відомий як автор ліричних та ліро-епічних віршів, згодом частіше виступав і у сатирико-гумористичних жанрах. Його перу належать такі книги віршів і гумору:
- «Мечі і струни» (1945);
- «Дружба» (1948);
- «Щасливого плавання» (1951);
- «Розливсь Дніпро» (1952);
- «Південна сторона» (1953);
- «На чисту воду» (1955);
- «За хвіст та на сонце» (1955);
- «Будьмо знайомі» (1957);
- «Веселка» (1957);
- «Весна» (1957);
- «Усміхнімось, друзі» (1958);
- «А чому б не посміятись»;
- «Одним миром мазані» (1959);
- «Народження порту» (1959);
- «Кому на добро, а кому під ребро» (1960);
- «Кому смішки, а кому на горішки» (1961);
- «Взяв би я бандуру» (1962);
- «Гомін моря» (1963);
- «Сміхом колючим» (1963);
- «Чесне гумористичне» (1966);
- «Поезії» (1967);
- «Березові припарки» (1968);
- «Струни і стріли» (1969);
- «Весела осінь» (1971);
- «Бальзам і сіль» (1972);
- «Вибране» (1977);
- «Дітям на гостинець» (1978).

Перекладав твори білоруських (Олексія Зарицького, Максима Танка) та болгарських поетів. Окремі твори письменника перекладено російською, білоруською, єврейською, болгарською мовами.